# Dreyer table
Il Dreyer table era lo strumento adottato dalla Royal Navy per il controllo del tiro sulle navi da battaglia durante la prima guerra mondiale.
Inizialmente proposto per il controllo del tiro da ciascuna torretta singolarmente, con l'introduzione dell'apparecchio di punteria generale fu centralizzato anch'esso nel locale della direzione di tiro delle navi.

## Storia

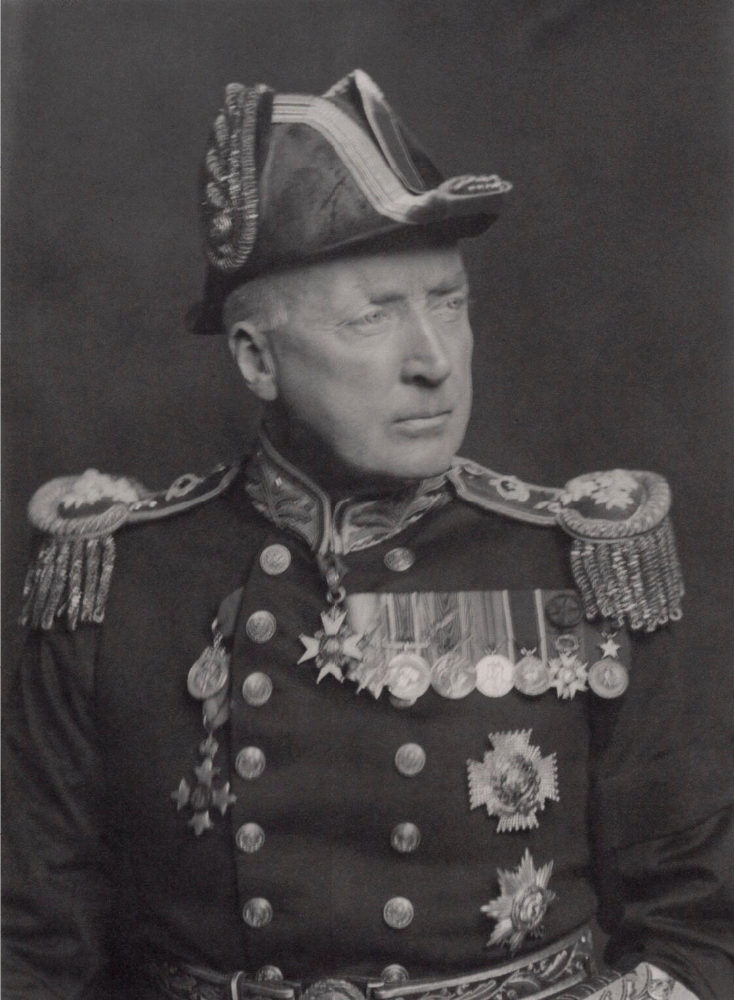
L'ammiraglio Sir Frederic Charles Dreyer (8 gennaio 1878 – 11 dicembre 1956)

Sir Frederic Charles Dreyer, in concorrenza con Arthur Pollen, propose nel 1909 alla Royal Navy uno strumento che integrava, disposti su di un banco di lavoro, un calcolatore analogico della distanza vettoriale del bersaglio (il Dumaresq), un tracciatore semi-automatico del diagramma di rilevamento e di previsione della rotta del bersaglio, un integratore analogico della gittata (il Vickers range clock) ed, infine, un trasmettitore della soluzione di tiro alle batterie.
Il tracciamento delle distanze fu un tentativo britannico di risolvere il problema del tiro navale che non venne seguito dalla marina tedesca, la quale non cercò di sviluppare apparecchiature di tracciamento, conscia della brevità  degli scontri e aleatorietà della visibilità in battaglia.
La Dreyer table fu sottoposta al vaglio del dipartimento dell'artiglieria della Royal Navy (Ordnance Department) e brevettato nel 1910, Dreyer affidò la produzione e lo sviluppo alla ditta britannica Elliott Instrument Company.
La prima versione marinizzata, la Mk III, venne installata sulla HMS Monarch nel 1912, lo stesso anno l'Ammiragliato britannico decise di adottare il Dreyer table, nella versione di produzione Mark IV, e non il Pollen Clock. L'apparecchio fu via via installato su tutte le navi della linea britannica: all'epoca della battaglia dello Jutland (maggio 1916) solo, forse, la HMS Agincourt non era ancora dotata di una Dreyer table; nello stesso anno iniziò l'installazione sugli incrociatori. L'apparecchio, ritenuto obsoleto alla fine della prima guerra mondiale, rimase però in servizio su tutte le unità, almeno finché non ricevevano un aggiornamento dei sistemi di controllo del tiro; l'ultimo esemplare, un Mk III, fu demolito insieme alla HMS Roberts nel 1965.
Nel 1916, sul monitor HMS General Crauford fu installato un sistema girostabilizzato di puntamento, denominato GDT (Gyro Director Training) che trasmetteva direttamente alla Dreyer table l'angolo di brandeggio e permetteva di continuare il fuoco, anche se per breve tempo, anche se il bersaglio veniva momentaneamente oscurato.
L'ultima versione introdotta prima della fine della guerra fu la Mark V installata nel 1917 sulla HMS Ramilles e sulla HMS Hood con l'integrazione del GDT e dell'apparecchio di punteria generale. La Hood si affidò alla Dreyer table Mark V, per il controllo delle batterie principali, fino al suo affondamento nella battaglia dello stretto di Danimarca nel 1941.
La versione ridotta della Dreyer table per le installazioni in torretta, priva della tavola telemetrica, fu ceduta alla Marina Militare italiana durante la prima guerra mondiale.
La versione italiana fu denominata Tavolo Previsore e fu integrato nella prima centrale di tiro, la Salvagnini, sulle navi da battaglia italiane nel primo dopoguerra.
Migliorato successivamente con l'introduzione di motori elettrici per l'avanzamento della carta e con il calcolo della tangente alla curava rilevata tramite un derivatore elettromeccanico venne integrato nella seconda generazione di centrali di tiro Borea del 1929.  Nel 1931, a partire dalle centrali Regia Marina montate sulla classe Zara ne fu semplificato l'utilizzo da parte dell'operatore. l'ultima versione, 1940, montate sulle navi della classe Vittorio Veneto, era dotata di un mediatore elettromeccanico dei valori forniti dai vari telemetri della nave.

## Descrizione

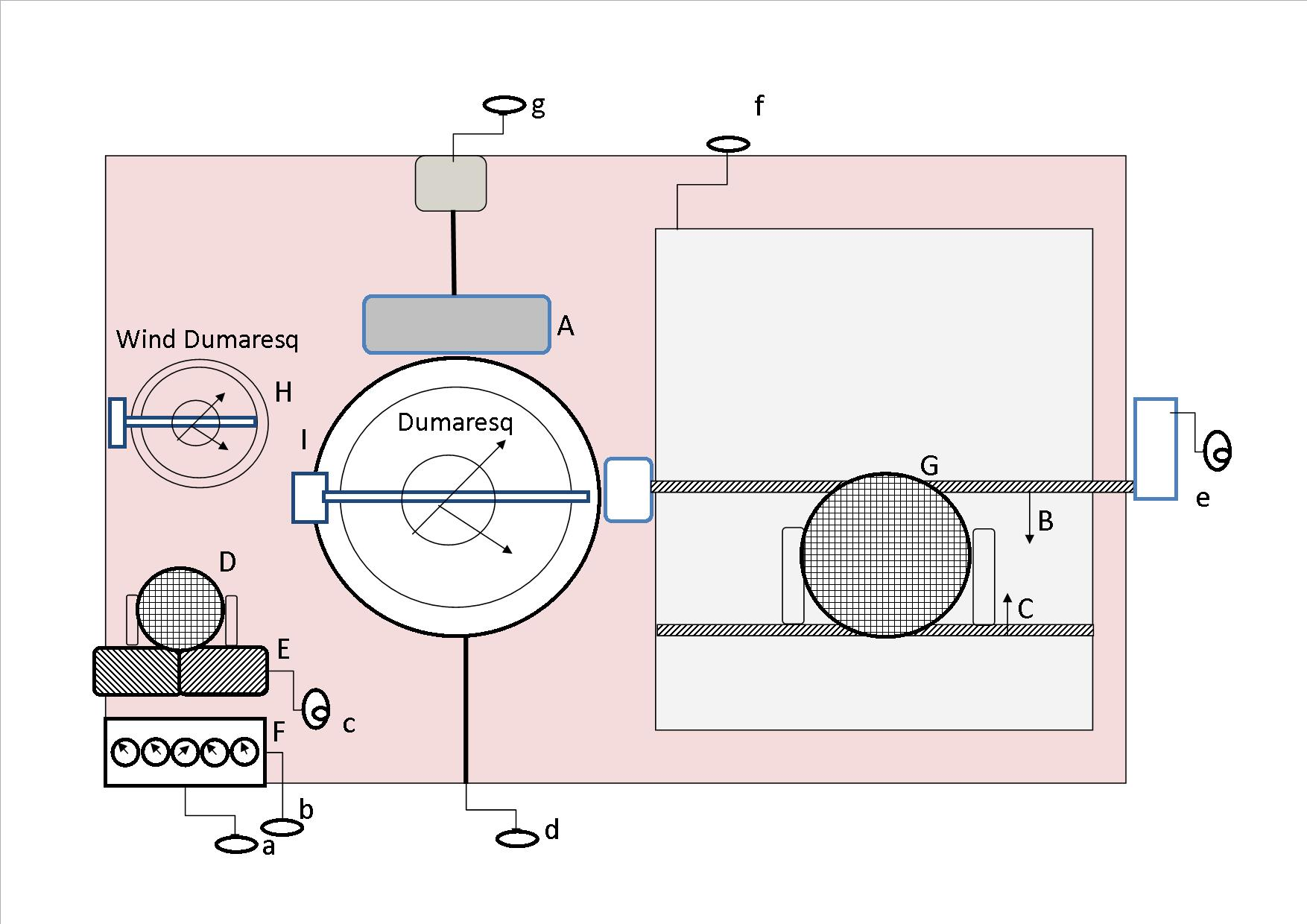
Schema della Dreyer table Mark III. Legenda: A motore elettrico, B pennino che traccia la linea delle gittate previste, C pennino che traccia la linea delle gittate inviate ai cannoni, D reticolo sul rullo del brandeggio, E rullo del brandeggio, F totalizzatore degli angoli di deflessione, G reticolo della tavola telemetrica, H wind Dumaresq, I Dumaresq principale. Il dispositivo veniva azionato da otto addetti che agivano sulle seguenti manovelle: a trasmissione della deflessione, b regolazione della deflessione, c brandeggio, d deflessione sul Dumaresq, e correttore caduta salve, f regolazione gittata, g azionamento manuale d'emergenza.

La Dreyer table permetteva agli operatori, otto persone in tutto, in ogni momento, di valutare la bontà e correttezza dei dati che venivano inseriti, confrontandoli, e utilizzando quelli che la situazione tattica facesse ritenere più affidabili.
Il rilevamento fatto dall'apparecchio Dumaresq veniva confrontato con i dati trasmessi dai telemetri e l'operatore poteva scegliere con quali dati alimentare l'integratore analogico per ottenere i dati di tiro, Dreyer stesso affermava che l'apparato era un aiuto per l'ufficiale di tiro a cui comunque spettava la decisione sulla soluzione di tiro da inviare ai cannoni.
La Dreyer table era costituita letteralmente da un tavolo su cui erano raggruppati tutti quei strumenti necessari ad ottenere una soluzione di tiro valida in uno scontro tra due navi militari.
Dal prototipo alle versioni successive si cercò di integrare ed automatizzare quello che all'inizio era un procedimento totalmente manuale di immissione dei dati e calcolo analogico meccanico.
La versione Mark III presentava i seguenti componenti, sistemati su di un tavolo strumenti metallico, da sinistra a destra: il rullo del rilevamento del brandeggio, con sovraimposto il reticolo per il calcolo della rateo di brandeggio, il wind Dumaresq un calcolatore analogico della correzione dovuta all'effetto del vento sul volo dei proietti, il totalizzatore dell'angolo di deflessione (l'angolo da aggiungere algebricamente all'angolo di mira per centrare il bersaglio), il Dumaresq principale che definiva il moto dell'integratore analogico (Vickers range clock) che tracciava sulla tavola telemetrica posta al suo fianco la linea dei rilevamenti previsti, mentre un perforatore collegato con i telemetri della nave segnava sulla carta a scorrimento uniforme, i valori delle distanze rilevate, infine un correttore detto spotting corrector che veniva utilizzato dall'addetto che riceveva le segnalazioni dell'arrivo delle salve sul bersaglio ed inseriva le correzioni ordinate dall'ufficiale di tiro

## Funzionamento

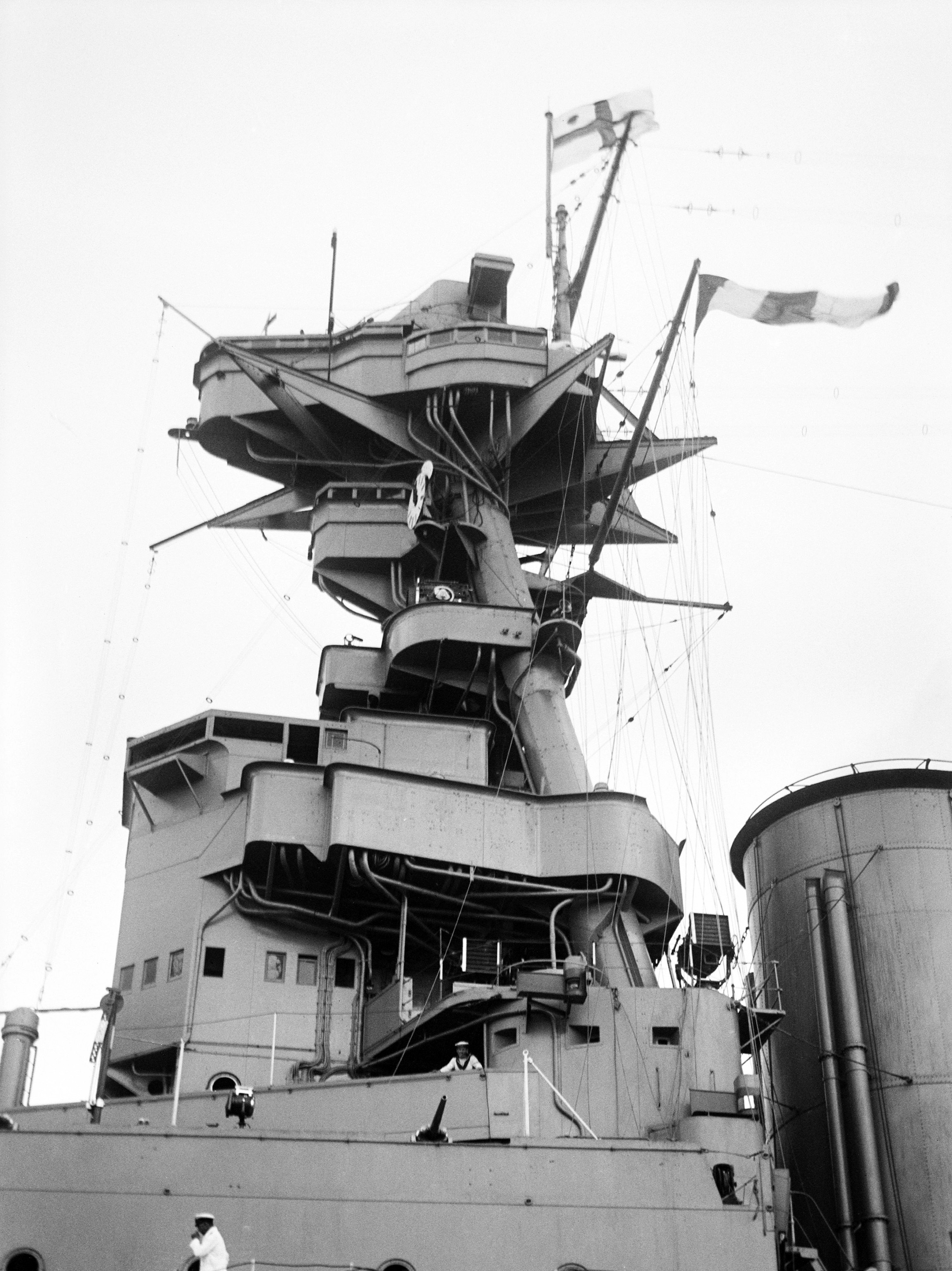
Torre di comando della HMS Hood, nel punto più alto si può osservare la sporgenza prismatica che porta gli obiettivi di sinistra del telemetro principale, mentre, appena sotto la plancia più alta, si notano i quadranti bianchi degli indicatori di brandeggio che servivano a informare la nave compagna della soluzione di tiro adottata per coordinare il tiro su di un bersaglio comune.

La soluzione di tiro ottenuta con la Dreyer table si basava sull'assunto che la nave bersaglio manteneva rotta e velocità costante e cercava di ottimizzare la scarsità dei dati ottenuti con i telemetri e la presenza di dati grossolanamente errati permettendo una continua valutazione d'insieme da parte dell'ufficiale di tiro.
La Dreyer table integrava una tavola telemetrica su cui si tracciavano le curve delle distanze del bersaglio e una tavola del brandeggio dove si segnavano gli angoli di brandeggio rilevati. Su entrambe era disponibile un reticolo graduato che permetteva il calcolo delle tangenti alle curve, permettendo il calcolo delle variazioni di rotta e gittata necessarie per fissare il punto previsto d'impatto delle salve dato il tempo di volo dei proietti, confrontabile con quello ottenuto con il Dumaresq.
La tavola telemetrica portava un nastro di carta avvolto a velocità costante su cui si riportavano la distanza del bersaglio misurata dai telemetri della nave: i dati provenienti dai telemetri girostabilizzati, trasmessi da un trasmettitore ad impulsi, venivano visualizzati sul nastro di carta tramite il foro di un ago, successivamente attraverso simboli di diverso colore impressi, l'operatore del diagramma di rilevamento tracciava con un cursore la media della curva dei fori dei rilevamenti, scartando quelli palesemente erronei. Con una griglia graduata, l'operatore era in grado di misurare visivamente la tangente alla curva delle distanza, calcolando così il rateo di gittata che veniva impostato sull'integratore analogico (Vickers Range clock) per ottenere la previsione della gittata necessaria per colpire il bersaglio in movimento, che, una volta impostato, veniva a sua volta tracciata da un cursore, meccanicamente collegato al range clock, sulla tavola telemetrica in modo da poter confrontare continuamente il dato rilevato con quello previsto.
All'uscita dell'asse del range clock vi era interposto al trasmettitore della gittata prevista ai cannoni un correttore detto spotting corrector che veniva utilizzato dall'addetto che riceveva le segnalazioni dell'arrivo delle salve sul bersaglio ed inseriva le correzioni ordinate dall'ufficiale di tiro.
Nella tavola del brandeggio venivano segnate, in maniera semiautomatica, i rilevamenti, rispetto al tempo, del brandeggio sulla nave bersaglio ottenuti con il Dumaresq. Il nastro di carta veniva fatto scorrere (nel prototipo, manualmente, poi da un meccanismo a molla, Mark III, ed in seguito da un motore elettrico nel Mark IV) ad una velocità scelta in base alle letture iniziali sul Dumaresq che venivano via via corrette. Questa rotazione veniva trasmessa, attraverso un integratore analogico che permetteva l'introduzione delle correzioni dovute al tempo di volo dei proietti e agli errori di mira, ad un indicatore di gittata e ad un trasmettitore (successivamente all'apparecchio di punteria generale) che inviava i dati alle torrette della nave.
Il Dumaresq forniva il valore del vettore di velocità fra la nave ed il bersaglio, consentendo la determinazione del rateo di gittata, analogamente alla tavola telemetrica, ma in maniera diretta, alimentato dai dati via via osservati. La tavola telemetrica aveva la funzione di tracciare i dati ricevuti e ottenerne una media raffinata graficamente in modo da poter scartare i dati erronei.
Il Dumaresq installato nelle Dreyer table riceveva i dati in maniera sempre più automatica con l'evoluzione dei modelli dal prototpo al Mark V. Sul Mark III era collegato ad una bussola giroscopica che introduceva la rotta propria nel calcolo. Sul Mark V venne collegato al GDT e all'apparecchio di punteria generale.